# Загальний регламент про безпеку продукції
Зага́льний регла́мент про безпе́ку проду́кції (скорочено ЗРБП; англ. General Product Safety Regulation, GPSR) — нормативно-правовий акт Європейського Союзу щодо захисту прав споживачів. Він замінює Директиву 2001/95/ЄС щодо загальної безпеки продукції. Цей регламент має на меті гарантувати, що продукти, розміщені на ринку внутрішнього європейського ринку, не загрожують здоров’ю та безпеці споживачів завдяки високому рівню захисту споживачів.

## Застосування
Регламент застосовується до продуктів, розміщених на ринку або доступних в ЄС. Якщо до цих продуктів застосовуються інші гармонізовані правові положення, вони повністю або частково звільняються від певних зобов'язань, таких як оцінка за допомогою внутрішнього аналізу ризиків. Деякі категорії продуктів, такі як лікарські засоби, повністю звільняються від зобов'язань.
Сфера застосування регламенту включає суб’єктів господарювання, таких як постачальники послуг виконання та оператори онлайн-ринків.

## Економічні оператори
GPSR встановлює в §3(13) такі ролі для економічних операторів:
- Виробник
- Уповноважений представник
- Імпортер
- Дистриб'ютор
- Постачальник послуг виконання

Виробники можуть призначити уповноваженого представника в Європейському Союзі як контактну особу для органів ринкового нагляду.

## Бізнес-шлюз безпеки
Регламент посилює пильність щодо продукції через зобов'язання щодо звітності та створює «Безпечний бізнес-шлюз» як центральний пункт звітності про небезпечну продукцію. GPSR передбачає зобов'язання суб'єктів господарювання повідомляти про нещасні випадки (серйозні інциденти), пов'язані з продукцією, що призвели до смерті або погіршення здоров'я людей. Стаття 20 регламенту передбачає, що імпортери та дистриб'ютори повинні інформувати виробника продукції, який потім подає повідомлення про небезпечну продукцію через портал «Safety Business Gateway».

## Аналіз ризиків та оцінка безпеки
Щоб підтвердити відповідність загальним вимогам безпеки відповідно до Розділу 5 GPSR («Економічні оператори повинні розміщувати або надавати на ринку лише безпечні продукти.»), виробники зобов’язані оцінювати безпеку продукту як частину внутрішнього аналізу ризиків. . Щоб зробити це можливим, суб’єктам господарювання потрібні внутрішні процедури безпеки продукції, які дозволять їм виконувати відповідні вимоги цього Регламенту (тобто здійснювати управління ризиками). Оцінюються різні аспекти, такі як характеристики продукту, склад чи упаковка, або його взаємодія з іншими продуктами. Наприклад, для цієї оцінки можна використовувати відповідні європейські стандарти. Внутрішній аналіз ризиків і перелік будь-яких відповідних європейських стандартів є частиною технічної документації продукту.

## Дистанційні продажі
GPSR також містить положення про дистанційну торгівлю, які застосовуються до інтернет-провайдерів. Ці постачальники повинні зареєструватися на порталі Safety Gate. Інтернет-провайдери продуктів, на які поширюється дія GPSR, також зобов'язані виконувати інформаційні зобов'язання перед споживачами. Згідно зі статтею 19 Регламенту, на веб-сайті (онлайн-інтерфейсі), де здійснюється продаж, повинні бути надані дані про виробника (ім'я або торговельна назва) або уповноваженого представника виробника в ЄС, а також ідентифікаційна інформація про продукт (включаючи зображення продукту) і будь-які попередження або інформація про безпеку продукту. Стаття 22 додатково називає конкретні зобов'язання постачальників онлайн-маркетплейсів, пов'язані з безпечністю продукції та інформацією про неї.

## Перехідні положення
Цей Регламент застосовується до всіх продуктів, що підпадають під його дію, які вводяться в обіг з 13 грудня 2024 року. Держави-члени ЄС не повинні перешкоджати наданню на ринку продуктів, на які поширюється дія Директиви 2001/95/ЄС, які відповідають цій директиві та були введені в обіг до 13 грудня 2024 року.